# ريتا دوفي
ريتا دوفي (بالإنجليزية: Rita Duffy)‏ هي رسامة وفنانة بريطانية، ولدت في 1959 في بلفاست في المملكة المتحدة.

## وصلات خارجية
- الموقع الرسمي